# 편의점 인간
《편의점 인간》(일본어: コンビニ人間)은 일본의 소설가 무라타 사야카의 중편 소설이다. 문예 잡지인 문학계의 2016년 6월호에 처음으로 실렸으며, 같은 해 7월 27일에 일본 분게이슌주에서 단행본이 출시되었다. 이 소설은 오랜 시간 편의점 아르바이트를 해온 여자 주인공 후루쿠라 게이코에게 일어나는 사건들을 다루고 있다. 실제로 20년 가까이 편의점에서 아르바이트를 해온 작가 자신의 경험을 바탕으로 만들어졌다. 제155회 아쿠타가와 류노스케 상을 수상했으며, 한국어판은 2016년 11월 1일에 살림출판사를 통해 출간되었다.

## 줄거리
후루쿠라 게이코는 서른 중반이지만 대학 졸업 후 취업을 하지 않고 18년째 같은 편의점에서 아르바이트를 하고 있다. 그녀는 어려서부터 타인에게 공감하지 못하고 일부러 '보통 사람'처럼 행동하며 살아 왔다. 모든 것이 매뉴얼화되어 있는 편의점에서, 계속 바뀌는 아르바이트생과 점장과 같이 일하면서 매일 똑같이 반복되는 일상에서 마음의 평안과 정체성을 얻는다. 그러나 지금까지 보통 사람인 척 살아왔지만, 그녀 또한 점점 나이가 들면서 적당한 나이에 일을 얻고 가정을 꾸린 주위 사람들의 수군거림에서 자유로울 수 없게 되었다.
그러던 어느날 게이코는 신입 아르바이트생으로 들어온 시라하라는 남자를 만난다. 게이코와 마찬가지로 30대 후반인 그는 항상 남 탓만 하는 무례한 언사에 불성실한 근무 태도, 결혼 활동을 한다며 여자 손님을 쫓아다니는 행동으로 인해 금세 해고된다. 며칠 뒤 밤 늦게 스토킹을 하던 시라하를 발견한 게이코는, '보통 사람'을 연기하기 위해 그와 집에 들이기로 한다. 시라하가 게이코의 집에 얹혀 살게 되면서 주변인들은 두 사람을 멋대로 결혼할 사이라고 단정지으며 게이코에 대한 참견을 거두었고, 게이코는 시라하가 편리하다고 생각하게 된다.
시라하가 체불한 방세를 받으러 그의 제수가 방문했을 때, 시라하는 게이코와 결혼해서 살 것이라고 둘러댄다. 그 후 게이코는 시라하의 요구로 편의점을 그만두고 구직 활동을 하게 된다. 편의점에서 게이코의 자리는 금세 다른 아르바이트생으로 대체되고, 게이코는 무기력하게 된다. 게이코가 시라하의 손에 이끌려 첫 면접을 보러 가던 날, 우연히 길가의 편의점에 들어간다. 몸이 이끌리듯 자연스레 편의점 관리를 도운 게이코는 결국 자신의 사명은 편의점이며, 인간이 아닌 자기에게는 시라하도 필요없다고 선언한다. 시라하는 분개해서 떠나고, 게이코는 편의점에 복직하기로 한다.

## 등장인물
- 후루쿠라 게이코(古倉恵子): 18년째 편의점 '스마일마트 히이로마치 역전점'에서 아르바이트를 하고 있는 30대 후반의 미혼 여성. 어려서부터 공감 능력이 결여된 채로 태어나 평범함을 가장하며 살아오다가, 모든 것이 매뉴얼화된 편의점을 접하고 그곳에서 아르바이트를 시작했다.
- 시라하(白羽): 편의점의 신입 아르바이트생인 홋카이도 출신의 35세 남성. 결혼 상대를 찾고 있으나, 백수에 무례하고 평범한 사람들을 깔보는 언행을 보인다. 인류가 조몬 시대에서 벗어나지 않았다고 주장한다.
- 아사미(麻美): 게이코의 여동생. 이미 결혼하여 '유타로'라는 어린 아들을 키우고 있다. 남들과 다른 언니를 늘 걱정하고 있다.
- 점장(店長): 게이코네 편의점의 점장. 게이코가 일하는 내내 여덟 번 바뀌었으며, 여덟 번째 점장은 입이 거칠지만 일에 열심이다.
- 이즈미(泉): 편의점 아르바이트생인 37세의 주부.
- 스가와라(菅原): 편의점 아르바이트생인 24세의 젊은 여성. 밴드 보컬로 활동하고 있다.
- 다트(ダット): 아르바이트생인 베트남에서 온 외국인 노동자.
- 투안(トゥアン): 시라하가 나간 후 새로 들어온 아르바이트생.
- 미호(ミホ), 유카리(ユカリ), 사쓰키(サツキ): '평범한 사람들'을 상징하는 게이코의 친구들.

## 평가
편의점 인간은 일본문학진흥회가 선정하는 제155회 아쿠타가와 류노스케 상을 수상했다. 심사위원단은 이 책에 대해 "과하지도 부족하지도 않은 묘사력과 유머가 뛰어났고 편의점이라는 현대적 장소를 무대로 한 게 인상적이었다"라고 평가했다. 무라타 사야카는 수상 소감으로 "오늘 아침에도 편의점에서 일하다 왔다"면서 "내게는 성역 같은 곳인 편의점이 소설의 재료가 될 줄은 몰랐는데 이렇게 상까지 받았다"고 말했다. 그녀는 또 "편의점에 대한 애정을 작품으로 표현할 수 있어서 좋았다"며 "글쓰기를 통해 인간을 알아가고 싶다는 욕구를 갖고 글을 써왔다"고 말했으며, 앞으로도 편의점 일을 계속할 것이냐는 물음에는 "점장과 상담하려고 생각한다”며 가능하면 계속하고 싶다는 뜻을 내비쳤다.

## 같이 보기
- 아쿠타가와 류노스케상